# Wahlbezirk Österreich unter der Enns 7
Der Wahlbezirk Österreich unter der Enns 7 war ein Wahlkreis für die Wahlen zum Abgeordnetenhaus im österreichischen Kronland Österreich unter der Enns. Der Wahlbezirk wurde 1907 mit der Einführung der Reichsratswahlordnung geschaffen und bestand bis zum Zusammenbruch der Habsburgermonarchie.

## Geschichte
Nachdem der Reichsrat im Herbst 1906 das allgemeine, gleiche, geheime und direkte Männerwahlrecht beschlossen hatte, wurde mit 26. Jänner 1907 die große Wahlrechtsreform durch Sanktionierung von Kaiser Franz Joseph I. gültig. Mit der neuen Reichsratswahlordnung schuf man insgesamt 516 Wahlbezirke, wobei mit Ausnahme Galiziens in jedem Wahlbezirk ein Abgeordneter im Zuge der Reichsratswahl gewählt wurde. Der Abgeordnete musste sich dabei im ersten Wahlgang oder in einer Stichwahl mit absoluter Mehrheit durchsetzen. Der Wahlkreis Österreich unter der Enns 7 umfasste jenen Teil des 3. Wiener Gemeindebezirk Landstraße, der nordwestlich der Linie Landstraßer Hauptstraße und Rennweg liegt.
Aus der Reichsratswahl 1907 ging Julius Prochazka (Christlichsoziale Partei) aus der Stichwahl als Sieger hervor. Bei der Reichsratswahl 1911 setzte sich der Sozialdemokrat Franz Silberer durch, der 1912 verstarb. Bei der Reichsratsersatzwahl setzte sich in der Folge der Sozialdemokrat Rudolf Müller durch.

## Wahlergebnisse

### Reichsratswahl 1907
Die Reichsratswahl 1907 wurde am 14. Mai 1907 (erster Wahlgang) sowie am 23. Mai 1907 (Stichwahl) durchgeführt.

#### Erster Wahlgang
| Kandidat                                                                       | Partei                                   | Wahlkreis- stimmen | Stimmen- anteil |
| ------------------------------------------------------------------------------ | ---------------------------------------- | ------------------ | --------------- |
| Julius Prochazka                                                               | Christlichsoziale Partei                 | 7334               | 49,9 %          |
| Franz Silberer                                                                 | Sozialdemokratische Arbeiterpartei       | 5127               | 34,9 %          |
| Koerber                                                                        | Beamtenpartei                            | 1136               | 7,7 %           |
| Zenker                                                                         | radikale Partei                          | 381                | 2,6 %           |
| Schulze                                                                        | deutsch-nationale/alldeutsche Kandidaten | 302                | 2,1 %           |
|                                                                                | tschechischer Kandidat                   | 226                | 1,5 %           |
| Sonstige                                                                       |                                          | 181                | 1,2 %           |
| Wahlberechtigte: 16.802, Ungültige/Leere Stimmen: 425, Wahlbeteiligung: 92,0 % |                                          |                    |                 |

#### Stichwahl
| Kandidat                                                                 | Partei                             | Wahlkreis- stimmen | Stimmen- anteil |
| ------------------------------------------------------------------------ | ---------------------------------- | ------------------ | --------------- |
| Julius Prochazka                                                         | Christlichsoziale Partei           | 7598               | 52,7 %          |
| Franz Silberer                                                           | Sozialdemokratische Arbeiterpartei | 6819               | 47,3 %          |
| Wahlberechtigte: 16.802, Ungültige Stimmen: 655, Wahlbeteiligung: 89,7 % |                                    |                    |                 |

### Reichsratswahl 1911
Die Reichsratswahl 1911 wurde am 13. Juni 1911 (erster Wahlgang) sowie am 20. Juni 1911 (Stichwahl) durchgeführt.

#### Erster Wahlgang
| Kandidat                                                                       | Partei                             | Wahlkreis- stimmen | Stimmen- anteil |
| ------------------------------------------------------------------------------ | ---------------------------------- | ------------------ | --------------- |
| Franz Silberer                                                                 | Sozialdemokratische Arbeiterpartei | 6602               | 42,7 %          |
| Julius Prochazka                                                               | Christlichsoziale Partei           | 5784               | 37,4 %          |
| Kornelius Vetter                                                               | deutsch-nationaler Kandidat        | 1726               | 11,2 %          |
| Neugebauer                                                                     | wirtschaftspolitische Reichspartei | 783                | 5,1 %           |
| Motzke                                                                         | tschechisch-nationaler Kandidat    | 326                | 2,1 %           |
| Sonstige                                                                       |                                    | 225                | 1,5 %           |
| Wahlberechtigte: 13.234, Ungültige/Leere Stimmen: 674, Wahlbeteiligung: 86,9 % |                                    |                    |                 |

#### Stichwahl
| Kandidat                                                                 | Partei                             | Wahlkreis- stimmen | Stimmen- anteil |
| ------------------------------------------------------------------------ | ---------------------------------- | ------------------ | --------------- |
| Franz Silberer                                                           | Sozialdemokratische Arbeiterpartei | 8346               | 57,1 %          |
| Julius Prochazka                                                         | Christlichsoziale Partei           | 6938               | 42,9 %          |
| Wahlberechtigte: 17.989, Ungültige Stimmen: 904, Wahlbeteiligung: 90,0 % |                                    |                    |                 |